# 奧爾良鎮區 (內布拉斯加州哈倫縣)
奧爾良鎮區（英語：Orleans Township）是位於美國內布拉斯加州哈倫縣的一個行政鎮區。

## 地方資料
奧爾良鎮區的面積為92.19平方千米，當中陸地面積為91.43平方千米，而水域面積為0.76平方千米。根據2020年美國人口普查的數據，當地共有人口523人，而人口密度為每平方千米5.67人。